# Brissopsis oldhami
Brissopsis oldhami is een zee-egel uit de familie Brissidae.
De wetenschappelijke naam van de soort werd in 1893 gepubliceerd door Alfred William Alcock.